# Strzelin (gromada)
Strzelin (do 31 XII 1959 Pęcz) – dawna gromada, czyli najmniejsza jednostka podziału terytorialnego Polskiej Rzeczypospolitej Ludowej w latach 1954–1972.
Gromady, z gromadzkimi radami narodowymi (GRN) jako organami władzy najniższego stopnia na wsi, funkcjonowały od reformy reorganizującej administrację wiejską przeprowadzonej jesienią 1954 do momentu ich zniesienia z dniem 1 stycznia 1973, tym samym wypierając organizację gminną w latach 1954–1972.
Gromadę Strzelin z siedzibą GRN w mieście Strzelinie (nie wchodzącym w skład gromady) utworzono 1 stycznia 1960 w powiecie strzelińskim w woj. wrocławskim w związku z przeniesieniem siedziby GRN gromady Pęcz (zwiększonej tego samego dnia o wsie Krzepice i Chociwel) z Pęcza do Strzelina i zmianą nazwy jednostki na gromada Strzelin. Dla gromady ustalono 27 członków gromadzkiej rady narodowej.
Gromada przetrwała do końca 1972 roku, czyli do kolejnej reformy gminnej. 1 stycznia 1973 w powiecie strzelińskim utworzono gminę Strzelin.